# Ким Дэ Чжун
Ким Дэ Чжун (кор. 김대중?, 金大中?, общепринятое написание — Ким Дэ Чжун (по Холодовичу), по Концевичу — Ким Дэджун, Kim Dae-jung; 6 января 1924 — 18 августа 2009) — южнокорейский государственный и политический деятель. Президент Республики Корея с 25 февраля 1998 по 25 февраля 2003 года, лидер партии «Национальный конгресс новой политики». Лауреат Нобелевской премии мира (2000), лауреат премии памяти профессора Торолфа Рафто (2000), считался ключевой фигурой в деле демократизации Южной Кореи. По вероисповеданию католик.

## Биография
Родился 6 января 1924 года в Мокпхо в крестьянской семье. В 1953 году окончил университет Конгук, в 1967 году — магистратуру по специальности менеджмент при университете Кёнхи в Сеуле.

### Начало политической деятельности
В политику пришёл в 1954 году. В 1960 году был избран депутатом Национального собрания. В 1971 году баллотировался на пост президента страны от Новой демократической партии, набрал 45,3 % голосов. В 1973 году был похищен из номера в отеле агентами КЦРУ, которые, по его словам, совершили неудачную попытку его убить, однако правительство Пак Чон Хи отрицало эти обвинения. В дело вмешался посол США в Корее Филип Хабиб, в результате чего Кима освободили. В том же 1973 году Ким был приговорён к тюремному заключению за «нарушение избирательного закона» (антиправительственную деятельность), вышел из тюрьмы в 1978 году. В 1980 году, после убийства президента Пака, был вновь арестован и приговорён к смертной казни по обвинению в организации антиправительственной и подрывной деятельности. Но смертный приговор был заменён пожизненным заключением. В 1982 году был освобождён и получил разрешение на выезд в США.
В феврале 1985 года вернулся в Корею и возглавил борьбу против режима Чон Ду Хвана. На президентских выборах 1987 года занял третье место, набрав 27 % голосов. На президентских выборах 1992 года занял второе место, набрав 33,8 %. После ушёл из политики и отправился в Великобританию, где некоторое время был приглашённым профессором в Клэр Холле Кембриджского университета. В 1995 году объявил о своём возвращении в политику.

### В должности президента
На президентских выборах 18 декабря 1997 года одержал победу. В момент его прихода к власти страна находилась в экономическом кризисе. С помощью кредитов международных организаций ему удалось быстро преодолеть финансовый кризис, после чего экономика страны вновь пошла на подъём. Он объявил войну коррупции и приступил к экономическим реформам. Резко смягчил политику в отношении КНДР. В июне 2000 года в Пхеньяне состоялась встреча Ким Дэ Чжуна с северокорейским руководителем Ким Чен Иром, по итогам которой было подписано соглашение о примирении и экономическом сотрудничестве. В феврале 2003 года покинул пост президента в связи с истечением срока полномочий.
В октябре 2000 года ему была присуждена Нобелевская премия мира за деятельность в защиту демократии и прав человека в Южной Корее и в Восточной Азии, а также на благо мира и согласия с Северной Кореей.

### Смерть
Утром 18 августа 2009 года состояние Ким Дэ Чжуна, находившегося в больнице университета Ёнсе в Сеуле, стало ухудшаться, а в 13:43 по местному времени была официально зафиксирована смерть в результате остановки сердца.

## Научная деятельность
В сентябре 1992 года в Дипломатической академии при МИД России защитил докторскую диссертацию.

## Публикации
- Южная Корея: драмы и надежды демократии. — М. : Дипломат. акад. МИД Рос. Федерации : Республика, 1992. — 319 с., [1] л. портр. ISBN 5-250-02182-4
- Новое начало. / [Авториз. пер. с англ. П. А. Развина] ; Фонд сотрудничества с Респ. Корея. — М. : Республика, 1998. — 238 с., [1] л. портр. ISBN 5-250-02685-0